# Madiroles (Manlleu)
Madiroles és una masia del municipi de Manlleu comarca d'(Osona) inclosa en l'Inventari del Patrimoni Arquitectònic de Catalunya.

## Descripció
Masia de tipus senyorial molt reformada; està envoltada de granges. És de planta quadrada coberta a quatre vessants amb finestres al primer pis i balcons al segon. Està construïda aprofitant el desnivell del terreny i forma unes torres adossades als angles de llevant i ponent de l'edificació. L'estructura de les torres és de planta rectangular i coberta a quatre vessants; presenten balcons a nivell de primer pis i al damunt s'hi obren badius. L'accés a la casa es produeix mitjançant uns portals d'arc rebaixat a cada torre. A migdia i a nivell de primer pis hi ha una gran terrassa. És construïda amb pedra i arrebossada al damunt; els elements de ressalt (cantoneres, marcs de portes i finestres) són de pedra picada, vista.

## Història
Antic mas de Manlleu, prop del terme de Torelló. És esmentat en el fogatge de la parròquia i terme de Manlleu i Vil·la Setrú de l'any 1553, on se cita Berenguer Mediroles com a habitant de la casa.
Un hereu del mas Madiroles feu construir el santuari de Puig-agut a poca distància del mas, entre 1883 i 1886. Fou segurament també Ramon de Madiroles qui transformà sensiblement el mas, donant-li l'estructura actual, ja que les llindes són datades de 1881.